# グノーシス文書
グノーシス文書（グノーシスぶんしょ、英語：Gnostic Scriptures）とは、グノーシス主義における教典であり、またグノーシスの神話・文学作品等を記した文書である。

## 概要
『ナグ・ハマディ写本』に収載されている文書の大部分はグノーシス文書である。
西方グノーシス主義の教典文書等は、初期キリスト教によって異端文書とされ、外典ともされ、意図的な破壊・湮滅が図られたため、20世紀半ばの『ナグ・ハマディ写本』発見に至るまで、古代の原典文書は、僅かな例外が伝存したのみであった。
このため、グノーシス主義とは、どのような宗教・思想・世界観であったのか不明となっていた。

## 種類
西方グノーシス主義に属する文書と東方グノーシス主義に属する文書に大きく二分される。また、古代より『真珠のうた』、『ポイマンドレース』など、少数のグノーシス文書が例外的に伝存していた。

## 西方グノーシス主義

### 解説
西方グノーシス主義の文書は、その代表的なものが多く新約聖書外典に分類されている。本来、グノーシス主義という異なる宗教の教典であるものが、キリスト教の「異端的文書」として把握されてきた。
これは、グノーシス主義の本質として、既存の秩序世界観（コスモス）を反転させ、否定神学において創作神話を造るためにこのような誤解あるいは誤謬が生じたものである。グノーシス主義は、既存の宗教・哲学・思想・文学の人物や逸話を借用して、しかし内容的にはグノーシス思想を開示する神話を構成する。
このためキリスト教的グノーシス主義においては、キリスト教が主題とした人物や逸話を借用し、例えばイエス・キリストの名において、またはマグダラのマリアの名において、さらにイエスの弟子に当たる使徒たちの名において、福音書や神話書、あるいは黙示書や書翰文学を作成した。
それゆえ、初期キリスト教の教父や代表的な指導者たちは、グノーシス文書をキリスト教の異端文書であるとし、また地中海世界におけるグノーシス主義の擡頭があまりにも急激かつ華々しかったため、これを「最大の異端」として敵視した。
西方グノーシス主義におけるグノーシス文書は、ウァレンティノスの思想を文書化したものや、その系列にあるプトレマイオスやマルコスの主張が文書化されたものが代表的である。例えば『ナグ・ハマディ写本』中に見出された『真理の福音』は、ウァレンティノスの説教を記録し、文書としたものと考えられている。

### トマス福音書
また、初期キリスト教時代より「第五の福音書」として知られ、使徒トマスの名が冠せられた福音書が存在し、外典として名が伝わっていた。キリスト教側の異端絶滅運動が熾烈を極め、そのため多数の外典及びグノーシス文書が意図的に破壊・湮滅されたことも手伝って、この文書『トマス福音書』は伝存していなかった。
しかし、20世紀半ばにおける『ナグ・ハマディ写本』の発見において、写本群中に含まれる一つの文書が、内容から見て、伝承の『トマス福音書』であると比定された。
『トマス福音書』は1500年近くにわたって実体が不明なままに、キリスト教の外典として記録に残ってきた。しかし、『ナグ・ハマディ写本』中より発見された比定原典より、これが物語や奇蹟譚を伴わない純粋な「イエス語録集」であることが分かり、また、その内容の研究より明らかにグノーシス主義文書であることが判明した。
この文書は、共観福音書中のイエスの言葉と比較することが可能であり、キリスト教新約聖書学にとっても重要な資料である。
さらに、『トマス福音書』が「語録集」であったことより、19世紀より新約聖書学で想定されていた「イエス語録」の原資料『Q資料』が存在した可能性が高くなった。
しかし、4世紀にエルサレムの主教を約30年間務めたキュリロスは、彼の『教理講義』で「この男（マネス）には、トマス、バダス、ヘルマスという三人の弟子がいた。トマスによる福音書を誰も読んではならない。それは十二使徒の一人の著作ではなく、マネスの三人の邪悪な弟子の一人の著作だからである。」と語っている。

## 東方グノーシス主義

### マニ教教典
他方、東方グノーシス主義においては、紀元3世紀初頭にサーサーン朝ペルシアの擡頭と軌を一にして勃興したマニ教が多数の教典を備えていた。教祖マニ自身が自筆で多数の教典を執筆し、また弟子たちを指導して、これらの教典を東西ユーラシアの諸言語に翻訳させた。
マニの殉教の後も、マニ教は東西ユーラシアに展開し続け、様々な言語によって多様なマニ教教典が執筆され作成された。これらが、東方グノーシス主義における代表的なグノーシス文書である。
マニが執筆した教典にあっては、ユダヤ教、キリスト教、そしてゾロアスター教の神話や登場人物などが題材として取り上げられ、マニ教は公的にも、アブラハムを先行する預言者として認め、また西方の啓示者としてイエスを、東方の啓示者として仏陀を、中央世界（ペルシア）の啓示者としてザラスシュトラを認め、マニ自身は中央世界に啓示を示す、最終の預言者（預言者の封緘）たることを自認した。
しかし、ウァレンティノスやその他の西方グノーシス主義の教師たちとは異なり、マニ教の教師たちの語る教えは、キリスト教やユダヤ教の神話を適用しているとしても、明らかに異教である。またマニ教が地中海世界に展開した時代には、キリスト教は教義的にすでに強固な基盤を築いていたため、異端反駁論者リヨンのエイレナオスやローマのヒッポリュトスが危惧したような、「異端敵対勢力」とは見えなかった。
マニ教教典は、異教文書として受け止められ、キリスト教側はヒッポのアウグスティヌスを代表として反駁は行ったが、マニ教文書を「新約聖書外典」に入れることは基本的になかった。マニ教グノーシス文書は、東西ユーラシアの様々な言語で記され、ギリシア語、ラテン語、ヘブライ語、アラム語、シリア語、ペルシア語、そして中央アジアや西域の言語でも記され、更に中国語でも記された。

### マンダ教教典
紀元の初期はおそらくパレスティナに所在したと想定されているマンダ教の信徒コミュニティは、2000年の経過のあいだに、ティグリス・ユーフラテス川を南下して、現在のイランとイラクの国境近辺に存続した。彼らが備える教典は、ギンザーについて語り、これは考古学的発見とは別に、現在まで伝存したグノーシス文書である。

## ヘルメス思想
ヘルメス思想は、おそらくエジプトを起源とするシンクレティズム思想で、後の錬金術などの基盤となった古代の秘教的思想である。
『ヘルメス文書』は、ヘルメス思想の教典書で、トートと医神アスクレピアースの対話形式を持つ。それぞれ独立した文書の集成で、グノーシス主義の影響が明らかに認められる。
また、この文書集の中に収められている『ポイマンドレース』は、西方グノーシス主義のアイオーンの神話に類似したヴィジョンを記述している。古代より伝わるグノーシス文書である。

## 写本
- 『ベルリン写本』
  - 『マリア福音書』
  - 『ヨハネのアポクリュフォン』
  - 『イエスの智慧』
  - 『ペトロ行伝』
- 『アスキュー写本』 別名 『ピスティス・ソピアー』
  - 『ピスティス・ソフィアー』
- 『ブルース写本』
- 『チャコス写本』[2]
  - 『ヤコブの黙示録1』
  - 『ピリポに送ったペトロの手紙』
  - 『ユダの福音書』
  - 『アロゲネス（異邦人）の書』
- 『ナグ・ハマディ写本』（以下は、岩波書店『ナグ・ハマディ文書』所収の文書、末尾に＊のあるものは当写本に含まれない）
  - 『ヨハネのアポクリュフォン』
  - 『アルコーンの本質』
  - 『この世の起源について』
  - 『トマスによる福音書』
  - 『フィリポによる福音書』
  - 『マリア福音書』＊
  - 『エジプト人の福音書』
  - 『真理の福音』
  - 『三部の教え』
  - 『魂の解明』
  - 『闘技者トマスの書』
  - 『イエスの知恵』
  - 『雷・全きヌース』
  - 『真正な教え』
  - 『真理の証言』
  - 『三体のプローテンノイア』
  - 『救い主の対話』
  - 『ヤコブのアポクリュフォン』
  - 『復活に関する教え』
  - 『聖なるエウグノストス』
  - 『ピリポに送ったペトロの手紙』
  - 『パウロの黙示録』
  - 『ヤコブの黙示録1』
  - 『ヤコブの黙示録2』
  - 『アダムの黙示録』
  - 『シェームの釈義』
  - 『大いなるセツの第二の教え』
  - 『ペトロの黙示録』
  - 『セツの三つの柱』
  - 『ノーレアの思想』
  - 『アロゲネース（異邦人）』
- 『ヘルメス文書』 （本来、ヘルメス思想の文書集）
  - 『ポイマンドレース』
- 『真珠のうた』
- 『ケルンのマニ教写本』

## 参考書籍
- 荒井献 『原始キリスト教とグノーシス主義』 岩波書店　1971年
- 荒井献 『新約聖書とグノーシス主義』 岩波書店　1986年
- 荒井献訳注 『トマスによる福音書』 講談社　1994年
- 大貫隆 『グノーシスの神話』 岩波書店　1999年
- 荒井献・大貫隆編集 『ナグ・ハマディ文書 I 』 岩波書店　1997年
- 荒井献・大貫隆編集 『ナグ・ハマディ文書 II 』 岩波書店　1998年
- 荒井献・大貫隆編集 『ナグ・ハマディ文書 III 』 岩波書店　1998年
- 荒井献・大貫隆編集 『ナグ・ハマディ文書 IV 』 岩波書店　1988年
- ミシェル・タルデュー 『マニ教』 白水社・文庫クセジュ　2002年
- 荒井献・柴田有訳注 『ヘルメス文書』 朝日出版社　1980年
- バートン・L・マック 『失われた福音書―Q資料と新しいイエス像』 青土社　1994年
- バートン・L・マック 『誰が新約聖書を書いたのか』 青土社　1998年
- 荒井献編 『新約聖書外典』 講談社　1997年
- 田川建三 『書物としての新約聖書』 勁草書房　1997年